# 下間頼良
下間 頼良（しもつま らいりょう）は、戦国時代の武将、本願寺の僧侶。

## 略歴
天文5年（1536年）に本願寺へ出仕、本願寺10世法主証如に仕えた。11世法主顕如の代では同族の下間頼総・下間頼資や兄の下間頼言と共に奏者を務めた。奏者就任については、父頼次も奏者だったこと、祖父の下間光宗が8世法主蓮如に伺候していたこと、義姉（兄の妻、叔父の下間頼清の娘で従姉妹）も証如の母鎮永尼に伺候していたことが影響していたとされる。
弘治2年（1556年）、朝倉義景と加賀の門徒との和睦交渉をしていた兄が急死すると（超勝寺顕祐による毒殺とされる）、本願寺から加賀へ派遣され一揆側を説得、和睦を実現させた。同年4月21日、朝倉勢は陣を払って越前へ撤兵し、越前・加賀の間にはつかの間の和平が見られた。
顕如が永禄2年（1559年）に門跡に列せられると、門跡寺院の制度にある僧房を坊官（大名家における家老に相当する）に改められ、下間氏が俗務を担当した。その際、頼資・頼総・頼良の3名が坊官とされ、頼良は法橋となり大蔵卿を名乗った。
永禄8年（1565年）、41才で生害（自害）。
本願寺史料研究所報（第34号）の「本願寺御家中衆次第について」の中の御前衆之次第　年号不知　顕如上人の御時代に以下のように記載がある。
下間大蔵卿法橋　異本に頼良トアリ
永八十一二日生害四十一才